# Interferón β-1b
El interferón es una proteína que se produce normalmente en el organismo, existiendo tres tipos: α, β y γ. Estas proteínas tienen en común la regulación de la actividad del sistema inmunológico, modificando el comportamiento de los diversos tipos celulares que lo integran. El interferón β específicamente ha sido empleado con fines terapéuticos en pacientes con esclerosis múltiple ya que se asocia una menor migración de linfocitos a través de la barrera hematoencefálica hacia el sistema nervioso central e inhibición  del proceso inflamatorio en esa región, generado por dichas células. Esta disminución en la activación del sistema inmune, menor migración celular hacia el sistema nervioso central y disminución del proceso inflamatorio, se da mediante diversas acciones entre las que destacan: una menor expresión del complejo mayor de histocompatibilidad de tipo II, disminución de la adherencia de linfocitos al endotelio vascular, aumento en la producción de metalotioneínas y de factor de crecimiento neuronal entre otras. 

## Papel del interferón β como tratamiento de la esclerosis múltiple
La esclerosis múltiple es una enfermedad que se caracteriza por una migración anormal de células del sistema inmunológico hacia el sistema nervioso central, especialmente linfocitos, generando un proceso inflamatorio que en etapas iniciales destruye la mielina axonal y los oligodendrocitos. Esto da como resultado una transmisión neuronal alterada y, conforme transcurre la enfermedad, el daño inflamatorio genera también pérdida axonal, lo que se traduce en un déficit neurológico permanente. Existen medicamentos, como los corticoesteroides, que reducen transitoriamente el proceso inflamatorio; pero que no son capaces de modificar la evolución de la enfermedad, por lo que esta progresa inexorablemente.
Hasta la última década del siglo XX, no se contaba con una terapia para modificar la evolución de la enfermedad. En 1988 se iniciaron estudios de interferón β del tipo 1b, comparados contra placebo en 372 pacientes, encontrando que de forma estadísticamente significativa disminuía la tasa de recurrencias durante los 5 años que duró el protocolo. Debido a estos resultados, en el año 1993 se inició en la práctica clínica el uso del interferón β-1b para el tratamiento de esclerosis múltiple recurrente-remitente, bajo el nombre de Betaferon / Betaseron (Bayer-Schering Pharma) para su aplicación subcutánea, siendo la primera droga eficaz para modificar la evolución de la enfermedad.
Desde 1993 hasta la fecha, el interferón β-1b se ha consolidado en el manejo de primera línea en esclerosis múltiple y es, hasta el momento, uno de los medicamentos con los que más experiencia clínica se tiene, además de contar con abundante evidencia científica en diversos tópicos de importancia en la enfermedad. A finales de los años noventa, en un estudio europeo, se encontró que el interferón β-1b podía ser útil en otras presentaciones más agresivas de la enfermedad, como en la esclerosis múltiple secundaria progresiva, al haber demostrado disminuir la tasa de recurrencias y el número de nuevas lesiones en sistema nervioso central, evaluado mediante resonancia magnética. Otro avance en el conocimiento de la enfermedad fue establecer que, en las etapas iniciales de la esclerosis múltiple, el tratamiento temprano es importante para atenuar el daño neurológico, como lo demostró el estudio BENEFIT, donde se encontró que el manejo con interferón β-1b cuando solo se ha presentado un síndrome clínico aislado, disminuye el riesgo de progresión a una esclerosis múltiple definida y en pacientes que la desarrollan, presentan una mejor preservación de sus funciones cognitivas en comparación con aquellos pacientes que iniciaron el manejo en etapas posteriores (dos años después). Debido a esto, también ha sido aprobado su uso en pacientes que presentan un síndrome clínico aislado. 
Otro factor que ha sido importante para que el inteferón β-1b sea considerado en la actualidad como uno de los fármacos de primera línea en el tratamiento de esclerosis múltiple es que los pacientes, en comparación con otras terapias, presentan una gran tolerancia al fármaco y, en menor medida, efectos adversos que, en general, no son graves; como, por ejemplo, la aparición de un síndrome pseudo gripal, elevación de enzimas hepáticas, disminución celular en la biometría hemática y depresión. Esto es importante a considerar ya que otros fármacos, específicamente empleados como segunda línea de tratamiento, pueden asociarse a efectos adversos graves, entre los que podemos mencionar leucoencefalopatía multifocal progresiva, procesos infecciosos severos —entre otros, por virus del herpes— y posible asociación a diversos tipos de neoplasias. 
Es importante mencionar que, como cualquier otro medicamento, el interferón β-1b solo puede ser prescrito por un médico con experiencia en el campo de la esclerosis múltiple.
En la actualidad, existen otros fármacos para el manejo de primera y segunda línea de esclerosis múltiple, incluyendo otras variedades de interferón β —como el 1-a—, sin embargo, en parte probablemente por haber sido el primer medicamento eficaz para modificar la evolución de la enfermedad, es el fármaco con el que más tiempo se tiene documentada la sobrevida de los pacientes. En el año 2010 se publicó un análisis retrospectivo de los primeros 16 años posteriores al inicio del tratamiento con pacientes del estudio inicial con interferón β-1b, encontrando que la mortalidad había sido menor en aquellos pacientes que recibieron interferón β-1b al inicio. En octubre del 2010, se presentaron, durante el Congreso Europeo de Esclerosis Múltiple en Suecia, nuevos datos de sobrevida de 21 años que confirman una menor mortalidad en aquellos pacientes con esclerosis múltiple tratados inicialmente con interferón β-1b.